# Santa Mondega
Santa Mondega (titre original : Showdown with the Devil) est un roman policier fantastique, paru de manière anonyme en 2021. Il s'agit du neuvième volume de la série Bourbon Kid.

## Résumé
Un jour après la fin des évènements narrés dans Que le diable l'emporte, le Diable convoque les plus grands assassins vivants ainsi que la Mort pour leur offrir de grosses récompenses en échange de la capture de Jasmine afin de la confier au FBI qui la recherche pour le meurtre du Pape, et de l'assassinat de Rodeo Rex, Elvis et le Bourbon Kid. Mais ces derniers vont recevoir l'aide d'un ange, de Dieu et de Sanchez Garcia, barman du Tapioca nouvellement désigné maire de Santa Mondega et tout ne se passera pas comme le Diable l'avait espéré...

## Éditions
- Showdown with the Devil, Black Shadow Press, 28 septembre 2021, 333 p.  (ISBN 978-0-9932577-6-6)
- Santa Mondega, Sonatine, 9 septembre 2021, trad. Cindy Colin-Kapen, 648 p.  (ISBN 978-2-35584-871-1)
- Santa Mondega, Le Livre de poche, coll. « Thriller » no 36607, 7 septembre 2022, trad. Cindy Colin-Kapen, 608 p.  (ISBN 978-2-253-19563-4)